# 데이비드 에드워즈
데이비드 에드워즈(David Edwards, 1962년 ~ 현재)는 영국의 저널리스트이다. 주로 매체 연구를 하고 있다.
노암 촘스키의 프로파간다 모델을 적극적으로 적용하고 있으며, 비판적 저널리스트인 데이비드 크롬웰(David Cromwell), 존 필저(John Pilger) 등과 활발한 저작 활동을 하고 있다.